# AccorHotels Arena
Az AccorHotels Arena (régebben Palais Omnisports de Paris-Bercy vagy röviden POPB, esetleg Bercy Arena) Párizs keleti részén, a 12. kerületben, Bercyben található multifunkcionális sportcsarnok. Négy francia építész tervezte, Michel Andrault, Pierre Parat, Jean Prouvé és Aydin Guvan. Az akár 17 000 néző befogadására alkalmas létesítményt 1984-ben adták át.
Több nagy nemzetközi versenyt rendeztek már itt különböző sportágakban, így például az 1997-es fedett pályás atlétikai világbajnokságot, az 1999-es kosárlabda-Európa-bajnokságon a negyeddöntőket, az elődöntőket, és a döntőt, valamint az 1991-es és az 1996-os kosárlabda Euroliga Final Fourt, és a 2007-es női kézilabda-világbajnokság negyeddöntőit, elődöntőit, döntőjét, és néhány helyosztó mérkőzését.
Az AccorHotels koncertek rendezésére is alkalmas, az elsőt 1984-ben Elton John adta, de azóta fellépett itt már többek között Lady Gaga, Shakira, Céline Dion, Mylène Farmer, a Depeche Mode, Kylie Minogue, Adele, Britney Spears, az Iron Maiden, a R.E.M., a Scorpions, a The Smashing Pumpkins, Justin Bieber, Björk, Mariah Carey, Pink, a Rammstein, Justin Timberlake, Cher, The Rolling Stones, a Deep Purple, Tina Turner, Madonna, Daft Punk, a Guns N’ Roses, a Red Hot Chili Peppers és a Coldplay.